# Cladura serrimargo
Cladura serrimargo là một loài ruồi trong họ Limoniidae. Chúng phân bố ở miền Cổ bắc.